# Coniophoropsis
Coniophoropsis is een geslacht van schimmels behorend tot de familie Coniophoraceae. De typesoort is Coniophoropsis obscura.

## Soorten
Volgens Index Fungorum telt het geslacht twee soorten (peildatum oktober 2023):
| Soortnaam                  | Auteur(s)            | Publicatiejaar |
| -------------------------- | -------------------- | -------------- |
| Coniophoropsis bambusicola | S.H. He & Nakasone   | 2018           |
| Coniophoropsis obscura     | Hjortstam & Ryvarden | 1986           |